# Георг Веєрт
Георг Ве́єрт (нім. Georg Weerth; 17 лютого 1822, Детмольд — 30 липня 1856, Гавана) — німецький письменник, перший пролетарський поет; член Союзу комуністів з 1947 року. Друг і соратник Карла Маркса і Фрідріха Енгельса.

## Життєпис
Народився 17 лютого 1822 року в місті Детмольді (нині Північний Рейн-Вестфалія, Німеччина) у сім'ї пастора. Навчався в гімназії в Детмольді; у 1836—1840 роках вивчав торгову справу в Ельберфельді.

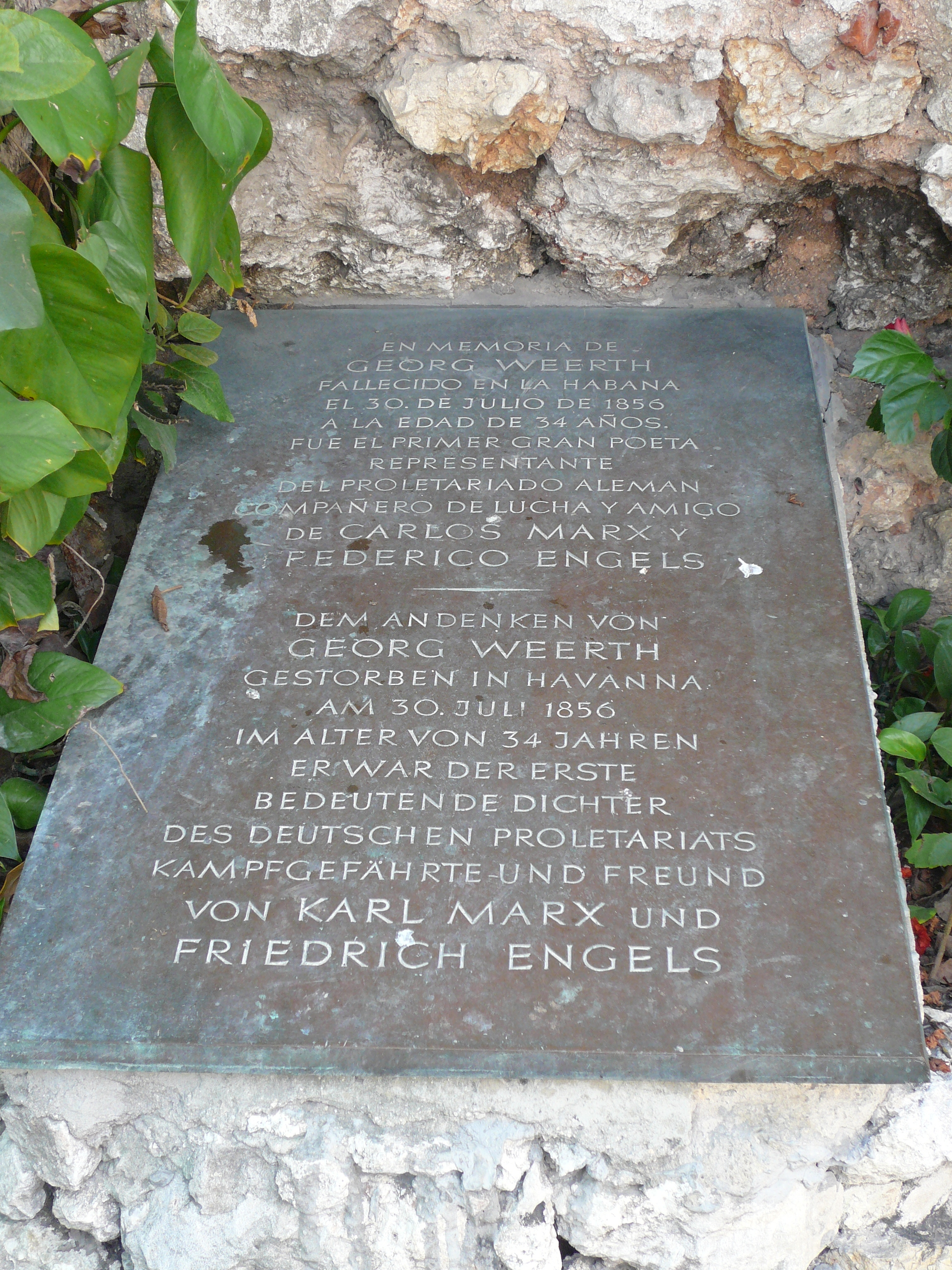
Надгробна плита.

Служив торговим агентом. У 1843—1946 роках, як комісіонер торгової фірми, жив в Англії, де спостерігав чартистський рух. Там же зблизився з Фрідріхом Енгельсом. Під час революції 1848—1849 років входив до складу редакції «Нової Рейнської газети», яку очолював Карл Маркс, відав відділом фейлетонів. З 1950 року жив за кордоном. Помер 30 липня 1856 року в Гавані, де і похований.

## Творчість
У своїй творчості виступав як викривач буржуазного суспільства, захисник експлуатованих і провісник їх революційних устремлінь. Серед творів:
- «Начерки соціального і політичного життя британців» (1843—1847);
- цикли віршів «Ланкашірські пісні» (1844—1845), «Пісні підмайстра» (1845—1846);
- повість «Гумористичні начерки німецького торгового життя» (1847—1848);
- роман «Життя і подвиги славетного лицаря Шнапганського» (1849; сатира на прусське дворянство).

Українською мовою окремі твори переклали Віктор Лазня, Василь Колодій.